# Mistrovství světa v zápasu ve volném stylu 2012
Mistrovství světa v zápase ve volném stylu 2012 se uskutečnilo v kanadském Strathcona County od 16. do 22. září 2012.

## Výsledky

### Volný styl ženy
| Kategorie | Zlato                | Stříbro         | Bronz                  | Bronz              |
| --------- | -------------------- | --------------- | ---------------------- | ------------------ |
| 48 kg     | Vanesa Kaladzinskaya | Eri Tosaka      | Li Xiaomei             | Jaqueline Schellin |
| 51 kg     | Jessica MacDonald    | Sun Yanan       | Babita Kumari          | Alyssa Lampe       |
| 55 kg     | Saori Jošidaová      | Helen Maroulis  | Geeta Phogat           | Maria Prevolaraki  |
| 59 kg     | Zhang Lan            | Zalina Sidakova | Tungalagiin Mönkhtuyaa | Olga Butkevych     |
| 63 kg     | Elena Pirozhkova     | Taybe Yusein    | Justine Bouchard       | Xiluo Zhuoma       |
| 67 kg     | Adeline Gray         | Dorothy Yeats   | Hong Yan               | Jošiko Inoue       |
| 72 kg     | Jenny Fransson       | Guzel Manyurova | Vasilisa Marzaljuková  | Xu Qing            |

## Týmové hodnocení
| Pořadí | Ženy volný styl | Ženy volný styl |
| Pořadí | Tým             | Body            |
| ------ | --------------- | --------------- |
| 1      | Čína            | 54              |
| 2      | Japonsko        | 43              |
| 3      | USA             | 40              |
| 4      | Kanada          | 35              |
| 5      | Kazachstán      | 31              |
| 6      | Bělorusko       | 28              |
| 7      | Indie           | 28              |
| 8      | Ázerbájdžán     | 22              |
| 9      | Ukrajina        | 18              |
| 10     | Rusko           | 16              |